# Юдин, Александр Леонидович
Александр Леонидович Юдин (род. 4 февраля 1971, Мурманск) — советский и российский хоккеист, защитник, а затем — тренер. Считается первым и лучшим российским тафгаем. Заслуженный мастер спорта России.

## Карьера
Родился 4 февраля 1971 года в Мурманске. Окончил дневное отделение Ленинградского института инженеров железнодорожного транспорта (1988—1993). Практику проходил проводником в фирменном поезде Москва — Санкт-Петербург.
Старший брат погиб в 1999 году в уличной драке.
Профессиональную хоккейную карьеру начал в 22 года во второй команде «Крыльев Советов». С сезона 1993/94 играл в московском «Спартаке». В сезоне 1996/97, проведя 8 матчей за «Молот» Пермь, перешёл в петербургский СКА. В сезоне 1999/2000  выступал в низших североамериканских лигах за «Провиденс Брюинз», «Шарлотт Чекерс», «Уилинг Нейлерз». Затем играл за «Нефтехимик» Нижнекамск (2000/01 — 2001/02), «Северсталь» Череповец (2002/03), СКА (2003/04), «Авангард» Омск (2004/05), «Витязь» Подольск (2004/05, 2005/06), «Химик» Воскресенск (2005/06).
По собственным словам, самая большая ошибка в хоккейной жизни — переход в «Авангард».
Серебряный призёр чемпионата мира 2002 года.
В 2005 году окончил ВШТ, тема диплома «Преимущество агрессивных хоккеистов для достижения положительного результата».
В 2008—2010 годах был в системе СКА детским тренером. Полтора года работал с командой 1993 года рождения. В объединённой команде с 1994 г. р. тренировал Александра Барабанова В 2014 году — тренер в команде ВХЛ «ВМФ-Карелия». В апреле 2014 — главный тренер команды МХЛ «Капитан» Ступино.
До декабря 2018 работал в СШОР № 2 (Санкт-Петербург).
С января 2019 — тренер защитников в клубе КХЛ «Амур» Хабаровск.
9 лет был совладельцем сети ресторанов «Знатный повар». 12 лет владел заводом сухих строительных смесей «Форвард».
В 2016 году избирался в 14-м избирательном округе Санкт-Петербурга от ЛДПР.
В сезоне 2018/19 привлекался в качестве эксперта в трансляциях матчей СКА на канале «78».
Снялся в фильмах «Картина маслом» и «Второе счастье, или Кино за 40 часов».